# Rapporto Sangiorgi

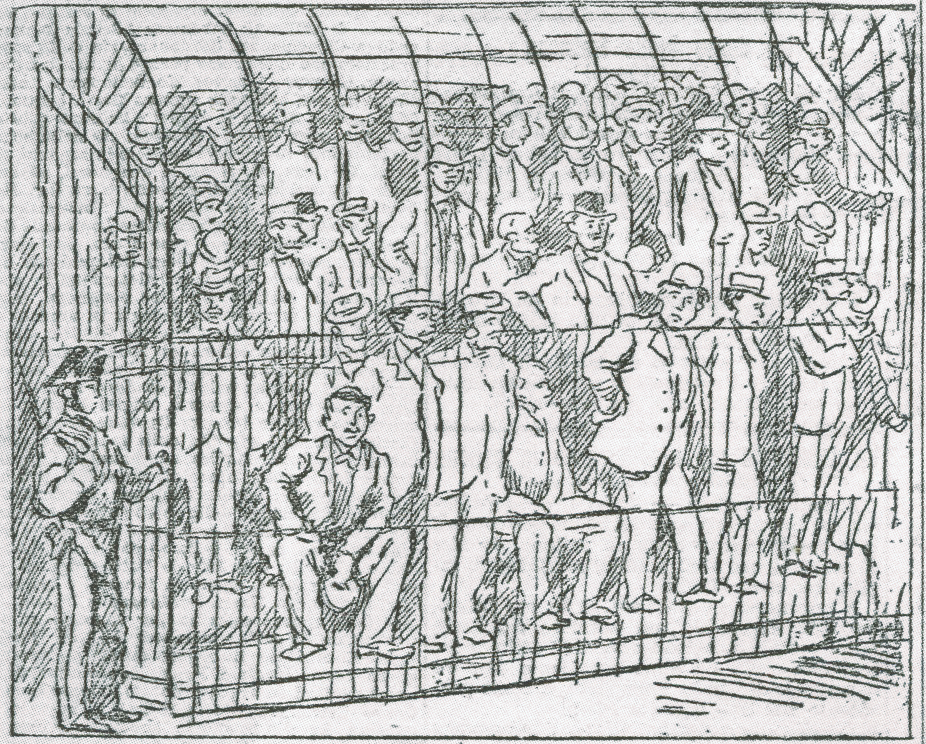
Disegno relativo al processo ai presunti mafiosi fatti arrestare dal questore Sangiorgi, pubblicato sul quotidiano L'Ora (maggio 1901).

Il rapporto Sangiorgi è l'insieme dei resoconti sulla mafia in Sicilia realizzato dal questore di Palermo Ermanno Sangiorgi e inviato al ministero dell'Interno. È composto di 31 resoconti per un totale di 485 pagine manoscritte, stese tra il novembre 1898 e il febbraio 1900.
Il rapporto contiene il primo quadro completo dell'epoca di Cosa Nostra che sia stato delineato ed è il primo documento ufficiale che definisce la mafia come un'organizzazione criminale fondata su un giuramento, la cui attività principale è il "racket della protezione".

## L'arrivo a Palermo
Di origini romagnole, Sangiorgi, che aveva iniziato la carriera giovanissimo nella polizia pontificia, arrivò a Palermo nell'agosto del 1898, dopo aver prestato servizio anche in altre città siciliane ed aver conseguito diversi successi contro le cosche della costa sud-occidentale (un esempio su tutti, nel 1883, la "Fratellanza di Favara" nell'agrigentino).
Quando il nuovo questore tornò a Palermo, vi era già stato dal 1875 al 1877 come ispettore nel mandamento Castel-Molo, era in corso una guerra di mafia iniziata due anni prima, nel 1896. Insieme a lui arrivò anche un nuovo prefetto, Francesco De Seta.

## Le indagini
Nel 1899 Sangiorgi mise a segno una delle sue azioni più celebri, ossia l'arresto del parlamentare Raffaele Palizzolo e del boss mafioso Giuseppe Fontana, ritenuti responsabili del clamoroso omicidio del marchese Emanuele Notarbartolo. Indagando sui delitti commessi dalle cosche della Conca d'Oro, Sangiorgi capì che gli omicidi non erano il prodotto di iniziative individuali, ma implicavano leggi, decisioni collegiali, e un sistema di controllo territoriale.
L'indagine, avviata in un'azienda di agrumi nei pressi dell'Arenella (il Fondo Laganà), dove in una grotta erano stati scoperti quattro cadaveri in decomposizione, passò successivamente a due ricchissime e famose famiglie palermitane, i Florio e i Whitaker. Sangiorgi scoprì che le due dinastie vivevano fianco a fianco con i mafiosi della Conca d'Oro, che venivano assunti come guardiani e fattori nelle loro tenute e pagati per ricevere "protezione"; ma i mafiosi ricorrevano spesso a minacce e intimidazioni per ottenere queste occupazioni: la famiglia Whitaker aveva subito il rapimento della piccola Audrey, che era stata riscattata solo con il pagamento di una forte somma di denaro.
Sangiorgi scoprì che i cadaveri occultati nella grotta del Fondo Laganà appartenevano a dei "picciotti" che Francesco Noto, capo della cosca mafiosa dell'Olivuzza, aveva fatto inserire presso la famiglia Florio come cocchieri ma li aveva uccisi per vendicarsi di uno sgarbo da loro commesso; lo stesso Noto lavorava nella tenuta dei Florio come giardiniere mentre il fratello Pietro, vicecapo della cosca, svolgeva il lavoro di guardiano. Alla famiglia Florio non venne in mente di collaborare con la procura. Il suo potente status, d'altronde, le permetteva di rifiutare gli inviti di comparire davanti a Sangiorgi anche per rilasciare una semplice testimonianza.
La Questura era alla ricerca di testimoni disposti a collaborare. L'occasione si presentò nell'ottobre 1899, quando un uomo conosciuto dalle forze dell'ordine, Francesco Siino, sfuggì miracolosamente ad un agguato. Siino era il capo della cosca di Malaspina ed era considerato da Sangiorgi il «capo regionale o supremo» della mafia. Siino iniziò le sue deposizioni dicendo che faceva parte di una "compagnia di amici", ma messo alle strette, confessò risvolti più particolareggiati. Nel 1898 le sue fortune stavano ormai declinando: il suo avversario Antonino Giammona, capo della cosca dell'Uditore, gli contendeva i racket del commercio di limoni, delle rapine, delle estorsioni e della falsificazione delle banconote. Nel 1896 Siino aveva scatenato una guerra contro la cosca di Giammona, ma la stava perdendo. Il mandante dell'attentato cui era sfuggito era Giammona. La notte tra il 27 e il 28 aprile 1900 la Questura fece arrestare diversi mafiosi, tra cui Antonino Giammona.

## Dati contenuti
Il rapporto (in verità una serie di rapporti) descrive accuratamente i metodi imprenditoriali utilizzati dalla malavita come: commettere rapine, infiltrarsi nelle aziende ortofrutticole, falsificare banconote. Ed anche i suoi metodi repressivi come la sistematica minaccia dei testimoni fino alla loro uccisione. Il questore descrive inoltre, come avviene la gestione congiunta del territorio da parte dei capi cosca e come essi amministrino i fondi utilizzati per le famiglie dei detenuti e per pagare gli avvocati. Vengono individuati 218 mafiosi, divisi in otto gruppi, in un’area che dalle campagne va alle periferie, fino al centro città.
Siino rivelò che le cosche che si spartivano la Conca d'Oro erano otto:
- Piana dei Colli
- Acquasanta
- Falde
- Malaspina
- Uditore
- Passo di Rigano
- Perpignano
- Olivuzza.

Il dossier conteneva anche dati relativi alla presenza e alla distribuzione mafiosa nella città di Palermo e nelle borgate rurali:
|  | Possidenti e proprietari                               | 26 | 23 |  |  |  |  |  |
|  | Soprastanti, campieri, custodi, curatoli e giardinieri | 45 | 19 |  |  |  |  |  |
|  | Trafficanti, intermediari                              | 25 | 15 |  |  |  |  |  |
|  | Sacerdoti                                              | -  | 8  |  |  |  |  |  |
|  |                                                        |    |    |  |  |  |  |  |
|  | Civili e impiegati                                     | 2  | 8  |  |  |  |  |  |
|  | Artigiani, bottegai, lavoratori urbani in genere       | 46 | 29 |  |  |  |  |  |
|  | Pecorai, caprari, vaccari                              | 19 | 17 |  |  |  |  |  |
|  | Operai agricoli, addetti alle macchine                 | 6  | 2  |  |  |  |  |  |
|  |                                                        |    |    |  |  |  |  |  |
|  | Braccianti                                             | 11 | 5  |  |  |  |  |  |
|  | Contadini                                              | 12 | 44 |  |  |  |  |  |
|  | Borgesi [sic]                                          | -  | 20 |  |  |  |  |  |
|  | Non identificati                                       | 19 | 6  |  |  |  |  |  |
|  |                                                        |    |    |  |  |  |  |  |
|  |                                                        |    |    |  |  |  |  |  |

## Il processo
Il rapporto venne presentato alla Procura di Palermo nel quadro della preparazione di un processo.
Scopo del lavoro di Sangiorgi era stato raccogliere prove che dimostrassero che il racket, unito ai contatti politici, sono alla base del modus operandi della mafia.

Una sentenza di condanna avrebbe dimostrato che la mafia è un fenomeno organico, quindi unitario. Per questo motivo, la Questura puntava ad utilizzare una specifica legge che puniva il reato di associazione criminale.
Il processo ai 51 imputati cominciò nel maggio 1901. L'anno precedente, Sangiorgi aveva perso il suo appoggio politico a Roma: nel giugno 1900 era caduto il governo di Luigi Pelloux. Pelloux, generale dell'esercito, conosceva personalmente Sangiorgi ed era stato lui a promuoverlo nel 1898 Questore di Palermo.
Intuendo il mutato clima politico, Siino ritrattò completamente le sue dichiarazioni. Anche gli altri testi si prodigarono in attestati di stima degli imputati, che vennero descritti come «veri gentiluomini».
Dopo solo un mese, giunsero le condanne di primo grado. Furono 32 gli imputati giudicati colpevoli di aver dato vita a un'associazione criminale, la maggior parte condannati a 3 anni e 6 mesi. 19 furono assolti. Le condanne verranno confermate in appello e in Cassazione.
Tenuto conto del tempo già trascorso in carcere, molti furono rilasciati il giorno dopo.
Sangiorgi commentò laconicamente la sentenza:
Rimase questore di Palermo fino al 1907.